# Papilio pitmani
Papilio pitmani är en fjärilsart som beskrevs av Henry John Elwes och De Nicéville 1886. Papilio pitmani ingår i släktet Papilio och familjen riddarfjärilar. Inga underarter finns listade i Catalogue of Life.